# یاسک شووا
یاسک شووا (لهستانی: Jacek Wszoła؛ زادهٔ ۳۰ دسامبر ۱۹۵۶) ورزشکار پرش ارتفاع اهل لهستان بود.
وی در مسابقات کشوری و بین‌المللی در مجموع برندهٔ ۲ مدال طلا، ۱ مدال نقره شده‌است.